# إبراهيم بن سيابة
إبراهيم بن سَيَابَة (؟ - 814م) كاتب وشاعر عراقي من أهل القرن الثاني الهجري/ الثامن الميلادي. عُرِف واشتَهَر بابن سَيَابَة وهي أمُّه نُسِب إليها وكان أبوه وجده حجامًا. ولد إبراهيم في الكوفة وهو من موالي بني هاشم. سكن بغداد. كان منقطعًا بمودَّته ومدحه إلى إبراهيم الموصلي وابنه إسحاق. هو من الشعراء العصر العباسي الأول. توفي في بغداد. 

## سيرته
ولد إبراهيم بن سَيَابَة في سنة غير معلومة في الكوفة. هو مولى من الكوفة كان أبوه حجامًا. سكن إبراهيم بغداد، رعاه إبراهيم الموصلي وابنه إسحاق، وكان إبراهيم يُرمى بالزندقة. أخذه المهدي وأحضر كتبه فلم يجد فيها شيئًا من ذلك. فآمنه واستكتبه، وكان يكتب في مجلسه وبين يديه. وكان من أبلغ الناس وأفصحهم، ثم صح عنده أن فيه شيئًا مما كان اتهم به، فاطرحه، فساءت حاله بعد ذلك، سأل الناس. وكان أحد المطبوعين، وكان محجاجًا منطقيًا. وله أشعار جيدة. 

عشق ابن سيابة جارية سوداء، لامه أهله على ذلك وعابوه، فقال:
توفي ابن سيابة سنة 814م/ 198 هـ في بغداد.